# Górna Wieś (Mazovie)
Pour les articles homonymes, voir Górna Wieś.
Górna Wieś [ˈɡurna ˈvjɛɕ] est un village polonais de la gmina de Błonie situé dans le powiat de Varsovie-ouest et dans la voïvodie de Mazovie, dans le centre-est de la Pologne.
Il est situé à environ 6 kilomètres à l'ouest de Błonie, à 19 kilomètres à l'ouest de Ożarów Mazowiecki (le chef-lieu du district), et à 32 kilomètres à l'ouest de Varsovie.